# Zeferino Cândido Galvão
Zeferino Cândido Galvão Filho (São Bento do Una, 9 de maio de 1864 — Recife, 1 de fevereiro de 1924) foi um escritor e poeta brasileiro.

## Biografia
Filho do capitão Zeferino Cândido Galvão e de dona Maria Franca de Torres, nasceu na Fazenda Ingá, pertencente à então vila e município de São Bento. Mudou-se com sua família para a cidade de Pesqueira, onde dedicou-se ao magistério primário e depois ao secundário. Destacou-se, posteriormente, como romancista e poeta.
Foi membro da Academia Pernambucana de Letras e colaborar do Jornal do Commercio de Recife. Na capital pernambucana, há uma rua em sua homenagem.